# Гастіджан
Гастіджан (перс. هستيجان) — село в Ірані, у дегестані Гастіджан, у Центральному бахші, шахрестані Деліджан остану Марказі. За даними перепису 2006 року, його населення становило 307 осіб, що проживали у складі 99 сімей.

## Клімат
Середня річна температура становить 13,24 °C, середня максимальна – 31,16 °C, а середня мінімальна – -8,29 °C. Середня річна кількість опадів – 175 мм.
| Клімат поселення                              | Клімат поселення | Клімат поселення | Клімат поселення | Клімат поселення | Клімат поселення | Клімат поселення | Клімат поселення | Клімат поселення | Клімат поселення | Клімат поселення | Клімат поселення | Клімат поселення | Клімат поселення |
| Показник                                      | Січ.             | Лют.             | Бер.             | Квіт.            | Трав.            | Черв.            | Лип.             | Серп.            | Вер.             | Жовт.            | Лист.            | Груд.            |                  |
| Середній максимум, °C                         | 8,70             | 10,60            | 15,50            | 21,38            | 25,87            | 29,83            | 31,16            | 30,34            | 26,72            | 20,56            | 14,46            | 8,48             |                  |
| Середня температура, °C                       | 0,21             | 2,09             | 7,01             | 12,88            | 17,37            | 21,35            | 25,52            | 24,71            | 21,08            | 14,93            | 8,82             | 2,84             |                  |
| Середній мінімум, °C                          | −8,29            | −6,39            | −1,48            | 4,40             | 8,88             | 12,86            | 19,88            | 19,07            | 15,45            | 9,29             | 3,18             | −2,8             |                  |
| Норма опадів, мм                              | 29               | 28               | 33               | 23               | 15               | 2                | 1                | 1                | 0                | 7                | 15               | 21               |                  |
| Середньомісячна швидкість вітру, м/с          | 1.26             | 1.93             | 2.44             | 2.81             | 2.62             | 2.41             | 2.39             | 2.22             | 2.06             | 2.07             | 1.45             | 1.40             |                  |
| Середньомісячна сонячна радіація, кДж/м²·день | 10029            | 13207            | 15763            | 18931            | 22709            | 26606            | 25866            | 24486            | 21475            | 16147            | 11721            | 9656             |                  |
| --------------------------------------------- | ---------------- | ---------------- | ---------------- | ---------------- | ---------------- | ---------------- | ---------------- | ---------------- | ---------------- | ---------------- | ---------------- | ---------------- | ---------------- |
| Джерело:                                      |                  |                  |                  |                  |                  |                  |                  |                  |                  |                  |                  |                  |                  |